# Nesholmen
Nesholmen est une île dans le landskap Sunnhordland du comté de Vestland. Elle appartient administrativement à Fitjar.

## Géographie
Rocheuse et couvertes d'arbres, à fleur d'eau, elle s'étend sur environ 339 m de longueur pour une largeur approximative de 145 m. 